# Norsko na Zimních olympijských hrách 1952
Norsko na Zimních olympijských hrách 1952 v Oslu reprezentovalo 73 sportovců, z toho 61 mužů a 12 žen. Nejmladším účastníkem byl Egil Bjerklund (18 let, 163 dní), nejstarším pak Arne Holst (47 let, 342 dní). Reprezentanti vybojovali 16 medailí, z toho 7 zlatých, 3 stříbrné a 6 bronzových.

## Medailisté
| Medaile | Jméno                                                           | Sport              | Disciplína             |
| ------- | --------------------------------------------------------------- | ------------------ | ---------------------- |
| Zlato   | Stein Eriksen                                                   | Alpské lyžování    | Muži obří slalom       |
| Zlato   | Hallgeir Brenden                                                | Běh na lyžích      | Muži 18 km             |
| Zlato   | Simon Slåttvik                                                  | Severská kombinace | Muži jednotlivci       |
| Zlato   | Arnfinn Bergmann                                                | Skoky na lyžích    | Muži normální můstek   |
| Zlato   | Hjalmar Andersen                                                | Rychlobruslení     | Muži 1 500 m           |
| Zlato   | Hjalmar Andersen                                                | Rychlobruslení     | Muži 5 000 m           |
| Zlato   | Hjalmar Andersen                                                | Rychlobruslení     | Muži 10 000 m          |
| Stříbro | Stein Eriksen                                                   | Alpské lyžování    | Muži slalom            |
| Stříbro | Magnar Estenstad Mikal Kirkholt Martin Stokken Hallgeir Brenden | Běh na lyžích      | Muži štafeta 4 x 10 km |
| Stříbro | Torbjørn Falkanger                                              | Skoky na lyžích    | Muži normální můstek   |
| Bronz   | Guttorm Berge                                                   | Alpské lyžování    | Muži slalom            |
| Bronz   | Magnar Estenstad                                                | Běh na lyžích      | Muži 50 km             |
| Bronz   | Sverre Stenersen                                                | Severská kombinace | Muži jednotlivci       |
| Bronz   | Arne Johansen                                                   | Rychlobruslení     | Muži 500 m             |
| Bronz   | Roald Aas                                                       | Rychlobruslení     | Muži 1 500 m           |
| Bronz   | Sverre Haugli                                                   | Rychlobruslení     | Muži 5 000 m           |